# Patrick Tabacco

a Compétitions nationales et continentales officielles uniquement.

b Matchs officiels uniquement.
Patrick Tabacco, né le 23 mars 1974 à Toulouse, est un joueur international français de rugby à XV évoluant au poste de troisième ligne aile.

## Biographie
Le 30 janvier 1999, il joue avec l'US Colomiers la finale de la Coupe d'Europe au Lansdowne Road de Dublin face à l'Ulster mais les Columérins s'inclinent 21 à 6 face aux Irlandais.
Le 19 mai 2001, il est remplaçant avec le Stade français en finale de la Coupe d'Europe au Parc des Princes à Paris face au Leicester Tigers, il entre sur le terrain à la 67e à la place de Christophe Moni mais les Anglais s'imposent 34 à 30 face aux Parisiens.
Patrick a mis fin à sa carrière de rugbyman professionnel au mois de juin 2008 pour retourner en championnat de France amateur, dans le club de ses débuts à l'US L'Isle-Jourdain dans le Gers. Il a désormais repris l'exploitation agricole de ses parents et développe sa société d'encadrement de maillots de sport. Il est également le parrain de la 18e édition des Ovalies LaSalle Beauvais, plus grand tournoi universitaire de rugby à but humanitaire en Europe.

## Carrière

### En club
- FC Auch
- RRC Nice
- 1995-2000 : US Colomiers
- 2000-2004 : Stade français Paris
- 2004-2006 : Section paloise
- 2006-2008 : Castres olympique
- depuis 2008 : Union sportive lisloise L'Isle-Jourdain (Fédérale 2)

Il compte 59 matchs joués en compétition européenne.

### En équipe de France
- Patrick Tabacco a connu sa première sélection le 16 juin 2001 contre les Springboks.

3° ligne longiligne, son apport en touche et dans les phases de conquête était précieux. Il inaugure une série de 3° ligne centre longiligne, adroits et conquérants qui se succéderont comme titulaire durant les mandats de Bernard Laporte puis Marc Lièvremont (Steven Hall, Imanol Harinordoquy et Julien Bonnaire) en équipe de France.
Alors qu'il passait rapidement pour être un titulaire indiscutable en équipe de France, après quelques sélections, une blessure le privera du tournoi des 6 nations 2002, conclu par un grand chelem, favorisant l'éclosion d'Imanol Harinordoquy.
Il est sélectionné pour la Coupe du Monde 2003.

## Palmarès

### En club
Avec l'US Colomiers
- Challenge européen :
  - Vainqueur (1) : 1998
- Coupe d'Europe :
  - Finaliste (1) : 1999
- Championnat de France de première division :
  - Vice-champion (1) : 2000 face au Stade français

Avec le Stade français
- Coupe d'Europe :
  - Finaliste (1) : 2001
- Championnat de France de première division : 
  - Champion (2) : 2003 face au Stade toulousain et 2004 face à Perpignan

Avec la Section paloise
- Challenge européen : 
  - Finaliste (1) : 2005

## Statistiques

### En équipe de France
- 18 sélections
- 1 essai (5 points)
- Sélections par année : 6 en 2001, 10 en 2003, 1 en 2004, 1 en 2005

#### Tournoi des Six Nations
- Tournois des Six Nations disputés : 2003, 2005

| Édition          | Rang | Résultats France | Résultats Tabacco | Matchs Tabacco |
| ---------------- | ---- | ---------------- | ----------------- | -------------- |
| Six Nations 2003 | 3    | 3 v, 0 n, 2 d    | 2 v, 0 n, 0 d     | 2/5            |
| Six Nations 2005 | 2    | 3 v, 0 n, 2 d    | 1 v, 0 n, 0 d     | 1/5            |

Légende : v = victoire ; n = match nul ; d = défaite ; la ligne est en gras quand il y a Grand Chelem.

#### Coupe du monde
- 2003 : 4 sélections (Écosse, États-Unis, Irlande, All Blacks).

| Édition        | Rang      | Résultats France | Résultats Tabacco | Matchs Tabacco |
| -------------- | --------- | ---------------- | ----------------- | -------------- |
| Australie 2003 | Quatrième | 5 v, 0 n, 2 d    | 3 v, 0 n, 1 d     | 4/7            |

Légende : v = victoire ; n = match nul ; d = défaite.

### Autres sélections
- International France A :
  - 2003 : 3 sélections (Angleterre A, Écosse A, Irlande A)
  - 2005 : 2 sélections (Angleterre A, Italie A)